# Vilhelm Lauritzen Arkitekter
Vilhelm Lauritzen Arkitekter er et dansk arkitektfirma grundlagt af Vilhelm Lauritzen i 1922. Grundlæggeren var aktiv i firmaet frem til 1969. 
Arkitektvirksomheden beskæftiger i dag omkring 150 arkitekter og bygningskonstruktører og er en af Danmarks ældste og største tegnestuer. Arkitektvirksomheden holder til i Nordhavn i København i et gammelt pakhus, som er omdannet til kontorer, transformationen er designet af Vilhelm Lauritzen Arkitekter.  
Virksomheden ejes i dag af en partnerkreds bestående af Thomas West Jensen, Thomas Scheel, Torsten Stephensen, Anne Møller Sørensen og Simon Natanael, samt associeret partner, Michael Schytt Poulsen. Administrerende direktør er Gyrithe Saltorp. Tegnestuechef er Christian Egedius Bendtsen.  

## Byggerier
- 1933 Daells Varehus (i dag Hotel Skt. Petri), København
- 1936 Radiohuset (fredet), Frederiksberg
- 1939 Vilhelm Lauritzen Terminalen (fredet), Københavns Lufthavn
- 1953 Folkets Hus (i dag VEGA, fredet), København
- 1964 TV-Byen, Gladsaxe
- 1995 Terminal 3, Københavns Lufthavn
- 1997 Kunstakademiets Arkitektskole, Holmen
- 1998 Kongens Bryghus, Carlsberg
- 1998 Kastrup Station, Kastrup
- 1998 Terminal 3, Københavns Lufthavn
- 2000 Nordisk Ambassade, Mozambique
- 2001 Hilton Copenhagen Airport Hotel, Københavns Lufthavn
- 2002 Tuborg Nord, Hellerup
- 2005 Kontroltårn, Københavns Lufthavn
- 2007 Metrostation, Københavns Lufthavn
- 2007 Waterfront Shoppingcenter, Hellerup
- 2007 KDY Yachting Marina, Tuborg, Hellerup
- 2008 Havneholmen, København
- 2009 Punkthusene, Tuborg, Hellerup
- 2009 Stævnen, Ørestad
- 2009 Lyngholmskolen, Farum
- 2009 DR Byen, Ørestad, København
- 2010 CPH GO, Københavns Lufthavn
- 2011 Fælledklubhuset, Østerbro
- 2012 Flintholm Business Center, Frederiksberg
- 2012 Rønnebærhus, Holte
- 2012 Øresund Tower, Amager
- 2013 CBS, Flintholm Company House, Frederiksberg
- 2015 Gladsaxe Company House (i samarbejde med EFFEKT), Gladsaxe
- 2016 Marmormolen, Nordhavn
- 2015 GAPS - Nyt Psykiatrisyghus i Slagelse (i samarbejde med Karlsson Arkitekter)
- 2015 Kontordomicil - Mærsk Drilling og Mærsk Supply Service, Lyngby
- 2018 Europaskolen (i samarbejde med Nord Architects), Carlsberg Byen, København
- 2016 UCC Campus Carlsberg (i samarbejde med Christensen & Co Arkitekter, COBE, Nord Architects og EFFEKT), København
- 2016 Krøyers Plads (i samarbejde med COBE), København
- 2016 Facade, Illum og Prada, København
- 2016 The Novo Nordisk Foundation Center for Biosustanability (i samarbejde med GHB Landskabsarkitekter), DTU, Lyngby
- 2016 Steno Diabetes Center Copenhagen (i samarbejde med Mikkelsen Arkitekter og STED)
- 2017 Havnekanten, Nordhavn
- 2017 Bohr's Tårn (i samarbejde med Christensen & Co Arkitekter, COBE, Nord Architects og EFFEKT), Carlsberg Byen, København
- 2017 Lundehusskolens Idrætshal, København
- 2017 Amerika Have, København
- 2019 Danmarks Ambassade (i samarbejde med V.V. Architects), New Delhi, Indien
- 2019 Novozymes Innovation Campus, Lyngby
- 2019 Skovskolen, Københavns Universitet, Nødebo
- 2019 Finger E (i samarbejde med Zeso Architects), Københavns Lufthavn
- Igangværende (2019) Forplads, Københavns Lufthavn
- Igangværende (2019) Niels Bohr Bygningen (i samarbejde med Christensen & Co Arkitekter), København
- Igangværende (2020) Skademosen, Trekroner
- Igangværende (2020) Kronløbsøen (i samarbejde med COBE), Nordhavn
- Igangværende (2020) LIFE, (i samarbejde med GHB Landskabsarkitekter) Lyngby
- Igangværende (2021) Redmolen Spidsen (i samarbejde med Tredje Natur), Nordhavn København
- Igangværende (2021) Kay Fiskers Plads (i samarbejde 1:1 Landskab), Ørestad City, København
- Igangværende (2022) Nyt Hospital Nordsjælland (i samarbejde med Herzog & de Meuron), Hillerød
- Igangværende (2028): Terminal 3 udvidelse Airside (i samarbejde med Zeso Architects), Københavns Lufthavn